# Euchromia pallens
Euchromia pallens är en fjärilsart som beskrevs av Adalbert Seitz. Euchromia pallens ingår i släktet Euchromia och familjen björnspinnare. Inga underarter finns listade i Catalogue of Life.